# Barrage du Rizzanese
Le barrage du Rizzanese (ou de Zoza) est situé dans le département de la Corse-du-Sud, sur le Rizzanese situé à 530 m d'altitude, « à cheval » sur les communes de Sorbollano et Levie. Il a été financé par EDF. Ses turbines ont été construites par Alstom alors que le barrage en lui-même a été construit par un consortium comprenant Bec, Razel et Vinci, enfin l'usine hydroélectrique a été construite par Vendasi, une entreprise corse.
Le barrage du Rizzanese a pour émissaire le fleuve Rizzanese (long de 44,1 km).
Il a créé un lac artificiel de barrage, le lac du Rizzanese.

## Histoire

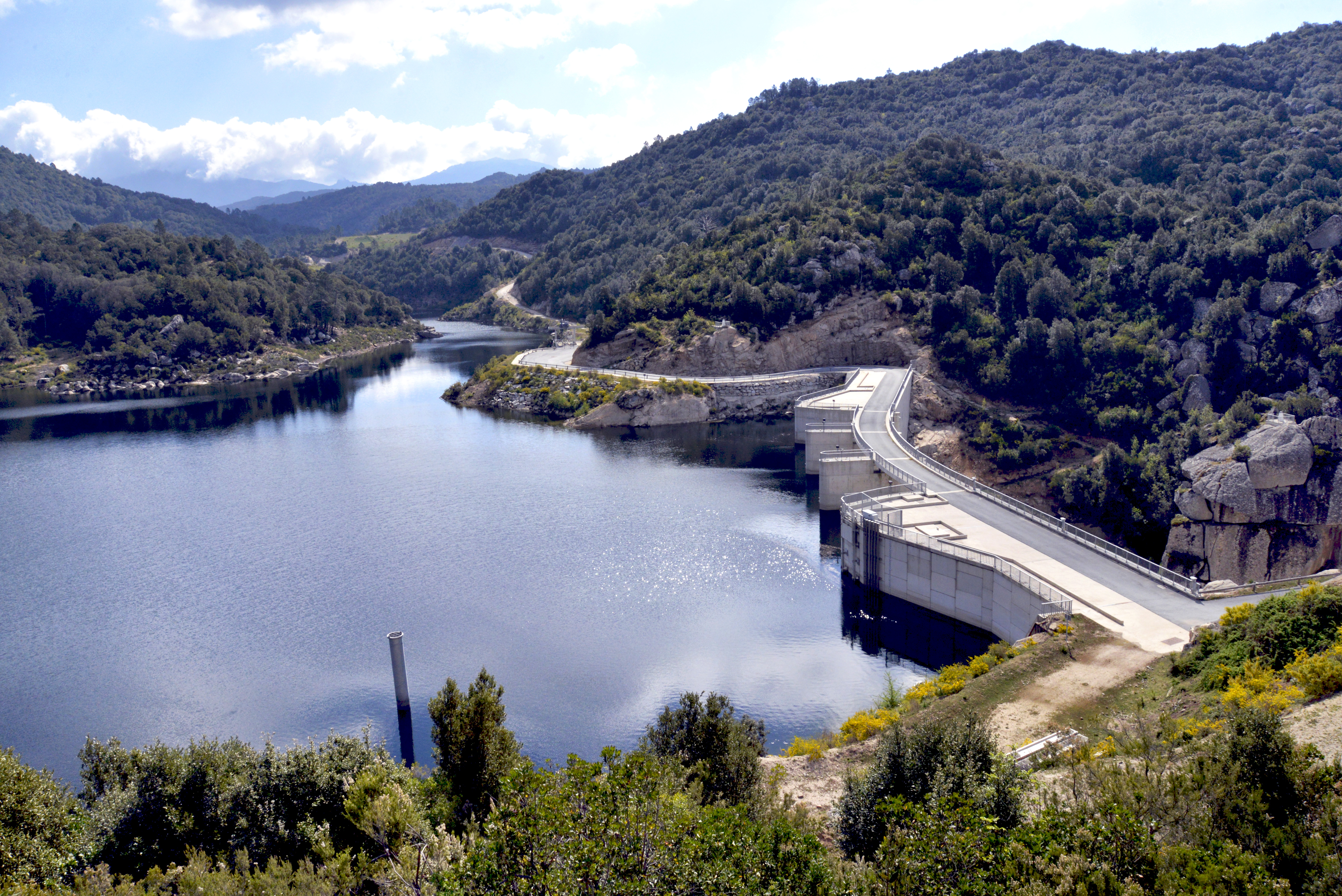
Le barrage du Rizzanese

Mi 2008, la construction du barrage, de la conduite forcée d'eau et de l'usine hydroélectrique sont lancées. Le 15 octobre 2010, la galerie est terminée ; elle est destinée à amener l'eau du barrage jusqu'à la centrale de Sainte-Lucie-de-Tallano, située dans la plaine de Levo.
Le 23 mai 2012, la première mise en eau du lac de barrage du Rizzanese est effectuée. La première turbine a été couplée au réseau EDF le 21 février 2013. À la mi-septembre 2013, la mise en service est terminée.

## Données techniques
Le barrage est un ouvrage de 40,5 m de haut. Il fait 60 mètres d'épaisseur en fondation et a une longueur de crête de 140 mètres.

### Galerie et conduite d'amenée d'eau et cheminée d'équilibre
La galerie d'amenée d'eau fait 5,8 km de longueur et son diamètre est de 3,5 m. La cheminée d'équilibre fait 89 mètres de hauteur et la conduite de 1,75 m de diamètre amène l'eau à la centrale hydroélectrique.

### Centrale hydroélectrique
La centrale hydroélectrique est sur la commune de Sainte-Lucie-de-Tallano, et l'eau y est amenée par une conduite forcée. Les travaux ont duré cinq ans pour un coût d'environ 200 millions d'euros. La puissance installée est de 55 MW ; elle devrait produire près de 80 GWh/an, soit l'équivalent des besoins d'une agglomération de 60 000 habitants. La centrale augmente de près de 40 % la capacité de production hydraulique du territoire pour un parc installé de 200 MW en Corse, soit près de 25 % de la puissance hydroélectrique en Corse.